# Фурутака (тежък крайцер, 1925)
Фурутака (на японски: 古鷹) е тежък крайцер на Императорските ВМС на Япония. Първият от двата представителя на едноименния тип. Главен кораб на проекта. Името си носи в чест на планината Фурутака на остров Етаджима.
Построен е в Нагазаки в периода 1922 – 1926 г. Активно се използва в междувоенния период, в периода 1937 – 1939 г. преминава в Куре радикална модернизация.
В хода на бойните действия на Тихоокеанския театър на военните действия на Втората световна война 1941 – 1942 г. е в състава на 6-та дивизия крайцери и участва в превземането на Гуам, Уейк, Рабаул и Лае, сраженията в Коралово море, при остров Саво и при носа Есперанс. В хода на последното, на 12 октомври 1942 г. е потопен от артилерийския огън на американски крайцери.

## Строителство
Поръчката за строителство на два 7500-тонни крайцера в рамките на „Нова програма за попълнение на флота“, на стойност по 15 млн. йени всеки, е дадена на 20 юни 1922 г.
На 11 август на втория кораб е присвоено името „Фурутака“ (в чест на планината на остров Етаджима, в съседство с военната академия на Императорския флот), а на 5 декември е заложен в корабостроителницата на компанията „Мицубиши“ в Нагазаки със заводски номер 390.
Крайцерът е спуснат на вода на 25 февруари 1925 г. На ходовите изпитания, от 19 септември същата година, при остров Косикиджима, при водоизместимост от 8640 тона и мощност на машините от 106 352 к.с. той развива 35,221 възела, надхвърляйки по този начин контрактната величина от 34,5.
На 31 март 1926 г. „Фурутака“ е предаден на флота, почти с 4 месеца по-рано от заложения като първи кораб „Како“.

## История на службата
Веднага след влизането си в строя „Фурутака“, на 1 април 1926 г., е назначен за флагман на 5-та дивизия крайцери (към този момент включваща в себе си 5500-тонните „Натори“, „Юра“ и „Сендай“). На 9 май той има показателен преход от Йокосука за Шимода, връщайки се обратно същата вечер. На неговия борд, като пътници, присътстват високопоставени чиновници, в т.ч. принц Хироясу Фушими, министър-председателя Рейджиро Вакацуки и морския министър Такеши Такарабе. На 1 август флагман на 5-та дивизия става еднотипния с него крайцер „Како“. От 1 декември се променя и състава на леките крайцери, в нея вече влизат „Нака“ и „Джинцу“.
На 27 март 1927 г. 5-та дивизия излиза на поход от Саеки (Хирошима), пристигайки в порт Магун (Мако) на Пескадорските острови на 5 април, а на 26 април се връща в Сасебо. Лятото на същата година крайцера участва в големи маневри на флота. От 1 декември съставът на 5-та дивизия е сведен само до тежки крайцери и включва „Кинугаса“ (флагман), „Аоба“, „Како“ и „Фурутака“. На 2 – 16 декември на корабът са проведени работи по довеждането му нивото на влезлия в строй по-късно „Како“: подобрена е вентилацията на централните и кърмовите торпедни отсеци, заменят се с по-съвършени антените на радиостанциите, укрепява се корпуса в района на кулите на главния калибър.
На 29 март 1928 г. 4 крайцера на 5-та дивизия излизат от залива Ариаке и на 9 април пристигат в Рюджун, откъдето на 19-ти преминават в Циндао, където прикриват десанта на войските (Втора Шангунгска експедиция, започната под предлог защита правата на японските граждани на Шандунския полуостров). През есента на 1928-ма „Фурутака“ заедно с подразделението участва в поредните маневри, а на 4 декември – в тържествения преглед на флота в Йокосука, за коронацията на император Хирохито.
На 28 март 1929 г. 5-та дивизия излиза в района на Циндао, на 3 април пристига в Рюджун и по-късно се връща обратно. На 7 ноември крайцерът е изваден в резерв (до 1 декември 1930 г.), в периода 24 юли – 4 септември 1930 е в ремонт, в хода на който е подобрена вентилацията и шумоизолацията на котелните отделения.
През април 1931 г. „Фурутака“ и „Аоба“ имат плаване в района на Циндао. С връщането си крайцера, от 29 май до 29 септември, в Йокосука преминава докуване и основен ремонт.
От 1 декември 1931 „Фурутака“ отново е изваден в резерва, и от февруари 1932 се намира в Куре, където в периода 23 февруари – 30 април е почистено дъното, а от ноември до февруари 1933 г. е проведена и първата му сериозна модернизация. При нея 76-мм зенитни оръдия тип 3 са заменени със 120-мм тип 10, удължен е първия комин, добавени са две сдвоени 13,2-мм картечници тип 93 (над мостика) и катапулт тип Куре №2 модел 1 (пред четвъртата кула на ГК).
На 7 август 1933 г. крайцерът е придаден на 6-та дивизия, и заедно с числящите се там „Аоба“, „Кинугаса“ и „Како“ на 21-ви пристига в Токийския залив, а на 25-ти участва в морския преглед в Йокохама. От 20 ноември 1933 до 31 януари 1934 г. „Фурутака“ преминава докуване в Куре, в хода на което е заменена радиостанцията. В периода 5 – 8 септември крайцерът се намира в Майджуру за незабавен ремонт на корпуса. В средата на септември „Фурутака“ заедно с „Аоба“ и „Кинугаса“ пристигат в Руджун, на 27-ми правят поход в района на Циндао и се връщат в Сасебо на 5 октомври. През 29 март – 4 април 1935 г. те плават към устието на Яндзъ и обратно. С връщането си „Фурутака“ преминава ремонт в Куре от 28 май до 20 юни. Есента на същата година всичките 3 крайцера на 6-та дивизия участват в маневрите на флота.
От 15 ноември 1935 „Фурутака“ се намира в резерва, а на 15 февруари на следващата година се връща в състава вече на 7-ма дивизия, където к това време се оказват „Аоба“ и „Кинугаса“. На 13 април всичките 3 крайцера отплават от Фукуока за района на Циндао и се връщат в Сасебо на 22-ри. На 1 май те участват във високоскоростните маневри в залива Юя.
На 1 декември крайцерът е изваден в резерв и на 6 март 1937 г. е поставен в сух док в Куре за реконструкция, която започва на 1 април и продължава до 30 април 1939 г. При нея шестте 200-мм единични установки от тип A са заменени с три сдвоени 203-мм тип E2 (две на носа, една на кърмата), шестте 610-мм сдвоени торпедни апарата тип 12 с два четирицевни тип 92, добавени са 4 сдвоени 25-мм зенитни автомата тип 96. Радикално са изменени носовата надстройка и системите за управление на огъня (в частност, са поставени два КДП с ВЦН тип 94). На турбозъбчатите агрегати са заменени износените лопатки на роторите (с достигането им на сумарна теоретична мощност до 110 000 к.с.), вместо 12 стари котела са поставени 10 нови и е стеснен задния комин. На мястото на стария катапулт е поставен нов Тип №2 Модел 3 1-ва модификация, позволяващ да се пускат хидросамолети с предполетно тегло до 3000 кг. Най-накрая, добавени са були и скулови килове, подобряващи противоторпедната защита и устойчивостта, но намаляващи максималната скорост. Екипажът на крайцера след реконструкцията нараства, сега вече е 639 души (50 офицера и 589 нисши чина).
На ходовите изпитания, от 9 юни 1939 г., при остров Угуруджима в пролива Бунго при водоизместимост 10 630 тона и мощност на машините 103 340 к.с. „Фурутака“ развива 32,95 възела скорост. След това крайцерът е предаден в състава на 6-та дивизия, където вече се числи еднотипният „Како“, на който аналогичните работи завършват почти година и половина по-рано.
На 26 март 1940 г. двата кораба отплават от залива Ариаке към крайбрежието на Южен Китай и пристигат в Такао на 2 април. На 11 октомври те участват в морския преглед в Йокохама, посветен на 2600-летието от основаването на японската държава от легендарния император Джиму.
На 24 февруари 1941 г. „Фурутака“, „Како“ и „Аоба“ отплават от Сасебо към брега на Южен Китай, отбиват се в Мако и на 3 март се връщат във Вътрешно море. На 5 – 14 септември крайцерът заедно с „Како“ преминава от Муроджуми в Куре и през цялата втора половина на месеца е там на докуване, в хода на което получава размагнитваща намотка.
На 5 и 7 октомври 6-та дивизия излиза в района на Муроджуми за маневри, на 19 – 20 пристига в Саеки, където престоява до края на месеца. От 1 по 15 ноември тя участва в учения в пролива Бунго. На 30 ноември – 2 декември дивизията се премества на остров Хахаджима в архипелага Бонин.
На същия ден на крайцера приемат шифрованото съобщение „Ниитака-яма ноборе хито фута мару хати“, явяващо се кодов сигнал за началото на Хавайската операция. На 4 – 8 декември съединението преминава към Гуам и участва в неговото превземане, а на 12-ти пристига на Трук. На 13 декември 6-та дивизия отплава за атола Уейк и на 23-ти поддържа неговия втори щурм, завършил с капитулацията на американския гарнизон.
На 18 януари 1942 г. всичките 4 крайцера отплават от Трук и на 23-ти прикриват десанта на японските войски в Рабаул и Кавиенг в хода на операция „О“, а на 30-ти хвърлят котва в Рабаулския залив. На 1 февруари във връзка с рейда на 8-ма оперативна група на вицеадмирал Уилям Холси (самолетоносачите „Саратога“ (USS Saratoga (CV-3)) и „Ентърпрайз“ (USS Enterprise (CV-6))) върху атолите Куаджалин и Вотье те се насочват за нейното прихващане, но без успех и на 10-и се връщат в базата. На 20 февруари „Фурутака“, „Како“ и „Кинугаса“ отплават за преследване на открития при Рабаул „Лексингтън“ (USS Lexington (CV-2)), също неуспешно и на 23-ти пристигат на Трук.
На 2 – 5 март 6-та дивизия преминава в Рабаул, и на 8-ми в хода на операция „СР“ заедно с 18-та („Тенрю“ и „Тацута“) поддържат десанта на войските в Лае и Саламауа. На 9 – 28 март двете съединения извършват рейсове по маршрута Бука—Рабаул, а на 30 – 31 участват в превземането на острова Шортланд и порт Киета на Бугенвил. На 7 април те поддържат десанта на Манус, връщайки се на 10-ти на Трук.
На 30 април 6-та дивизия и лекия самолетоносач „Шохо“ тръгват от Трук, и преминавайки на 2 май през пролива Бугенвил, на 3-ти прикриват превземането на остров Тулаги. Този десант (изначално част от Операция „Мо“, с крайна цел превземането на Порт Морсби) води до случилото се на 4 – 8 май първо в историята сражение между авионосни съединения, известно като сражението в Коралово море. На 5 май 6-та дивизия се зарежда от танкера „Иро“, при остров Шортланд, на 6 – 7 е нееднократно и безуспешно атакувана от американски самолети (в т.ч. далечни бомбардировачи Б-17). На 8-ми „Фурутака“ и „Кинугаса“ ескортират повредения самолетоносач „Шокаку“ до Трук с престои на Шортланд и Киета, пристигайки там на 17-и. На 31 май – 5 юни двата крайцера преминават в Куре и влизат за ремонт, продължил до 28-ми.
На 28 юни „Фурутака“ и „Кинугаса“ напускат Куре, и построявайки 28 – 30 в Нагазаки, на 4 юли пристигат на Трук. Оттам на 5 – 7 юли те преминават в Киета, където до 9-ти се зареждат от танкера „Хою Мару“. Юли и първата седмица на август те патрулират подходите към Рабаул.
В хода на сражението при остров Саво, в нощта на 8 по 9 август, „Фурутака“ влиза в състава на съединението на вицеадмирал Гуничи Микава, изстрелвайки по американските кораби 153 203-мм снаряда и 8 кислородни торпеда Тип 93, без да получат при това никакви повреди. На 10 август крайцерът пристига в Кавиенг, на 19-ти преминава в залива Реката, а на 22-ри – при Шортланд.
На 23 – 26 август „Фурутака“ заедно с „Аоба“, „Кинугаса“ и „Чокай“ изпълнява задачата далечно прикритие на плаващите за Гуадалканал конвои и се връща след това обратно. През целия септември той е на Шортланд, попълвайки своите запаси.
В хода на сражението при нос Есперанс, в нощта на 11 към 12 октомври, е в съединението на вицеадмирал Аритомо Гото и „Фурутака“ заедно с флагманския „Аоба“ става основна цел за крайцерите и разрушителите на американското 64-то оперативно съединение, което е с предимство благодарение на наличието на радиолокатори. В 21:49 от пряко попадение е разрушена кърмовата кула на ГК, а в 21:51 и торпеден апарат №2, където започва силен пожар, което води до концентриране на противниковата стрелба по кораба. В 21:54 крайцерът получава пробойна в носовата част по десния борд, а в 21:55 и в района на турбините и започва на намалява скоростта. Накрая, в 22:05 в резултат на пряко попадение в машинното отделение е прекъснат паропровода, и корабът губи ход. След двучасова борба за живучест в 00:08 на 12 октомври е дадена заповед за евакуация на екипажа, която е завършена към 00:20. Фурутака потъва, с носа напред във водата, в 00:28. Това се случва южно от остров Саво, в точката с координати 9°02′30″ ю. ш. 159°33′30″ и. д. / 9.041667° ю. ш. 159.558333° и. д.. В хода на боя на крайцера са убити 33 души (2 офицера и 31 матроса), преди разсъмването разрушителя „Хацуюки“ качва 518 члена на екипажа (34 офицера, включая и командира, капитан 1-ви ранг Араки, и 484 матроса). Според други данни, разрушителите „Хацуюки“, „Шираюки“ и „Муракумо“ всичко приемат на борда си 514 моряка, 115 (в т.ч. 1 офицер) по-късно попадат в американски плен, 110 (в т.ч. 15 офицера) изчезват без вест.
На 10 ноември 1942 г. „Фурутака“ е изключен от списъците на флота.

## Командири
- 15.5.1925 – 1.12.1926 капитан 1-ви ранг (тайса) Коичи Сиодзава (на японски: 塩沢幸一)[26];
- 1.12.1926 – 15.11.1927 капитан 1-ви ранг (тайса) Нобуйоши Кикуй (на японски: 菊井信義)[26];
- 15.11.1927 – 1.12.1928 капитан 1-ви ранг (тайса) Ютака Арима (на японски: 有馬寛)[26];
- 1.12.1928 – 30.11.1929 капитан 1-ви ранг (тайса) Джиро Ониши (на японски: 大西次郎)[26];
- 30.11.1929 – 1.12.1930 капитан 1-ви ранг (тайса) Тошио Таджири (на японски: 田尻敏郎)[26];
- 1.12.1930 – 1.12.1931 капитан 1-ви ранг (тайса) Шинъичиро Матида (на японски: 町田進一郎)[26];
- 1.12.1931 – 1.12.1932 капитан 1-ви ранг (тайса) Кацуджуми Иноуе (на японски: 井上勝純)[26];
- 1.12.1932 – 15.11.1933 капитан 1-ви ранг (тайса) Туджо Такаяма (на японски: 高山忠三)[26];
- 1.11.1933 – 15.11.1934 капитан 1-ви ранг (тайса) Джиро Сайто (на японски: 斎藤二朗)[26];
- 15.11.1934 – 15.11.1935 капитан 1-ви ранг (тайса) Какуджи Какута (на японски: 角田覚治)[26];
- 15.11.1935 – 1.12.1936 капитан 1-ви ранг (тайса) Джуничи Мидзуно (на японски: 水野準一)[26];
- 1.12.1936 – 1.12.1937 капитан 1-ви ранг (тайса) Мики Оцука (на японски: 大塚幹)[26];
- 1.12.1937 – 20.4.1938 капитан 1-ви ранг (тайса) Шаитиро Томонари (на японски: 友成佐市郎)[26];
- 20.4.1938 – 15.12.1938 капитан 1-ви ранг (тайса) Масао Окамура (на японски: 岡村政夫)[26];
- 15.12.1938 – 15.11.1939 капитан 1-ви ранг (тайса) Акира Ито (на японски: 伊藤皎)[26];
- 15.11.1939 – 19.10.1940 капитан 1-ви ранг (тайса) Каджутака Шираиши (на японски: 白石万隆)[26];
- 19.10.1940 – 28.11.1941 капитан 1-ви ранг (тайса) Ко Накагава (на японски: 中川浩)[26];
- 28.11.1941 – 12.10.1942 капитан 1-ви ранг (тайса) Цуто Араки (на японски: 荒木伝)[26].

## Коментари
1. ↑  При влизането им в строй са класифицирани като крайцери 1-ви клас (ито дзюнъйокан, по водоизместимост), от 1931 г. като клас A (ко-кю дзюнъйокан, с 8-дюймов главен калибър, т.е. тежки).
2. ↑  В оригинала подразделението се именува 戦隊 (сентай), БЯРС (Большой словарь японского языка) дава възможни преводи като „бригада“ или „дивизия“, в рускоезичната историческа литература за Тихоокеанската война се предпочита използването на втория вариант.
3. ↑  Срещащото се някои източници твърдение, че на 5 август 1927 г. „Фурутака“ разстрелва стария крайцер „Чиода“ не съответстват на действителността и се явява следствие на объркване с еднотипния „Како“.
4. ↑  新高山登れ一二〇八, буквално „Изкачете се на планината Ниитака на 8 декември“, разпространено и в по-поетичния му вариант като „Започнете изкачването на планината Ниитака (8 декември)“.
5. ↑  Японско стандартно време, назад от поясното време на Соломоновите острови с 2 часа.